# OpenVC
OpenVC est une plateforme en ligne open source permettant aux start-ups de rentrer gratuitement en contact avec des investisseurs potentiels.
Créée en 2021 par les français Stéphane Nasser et Lucas Roquilly, OpenVC est une plateforme libre et ouverte s'identifiant comme le « Wikipédia du Capital Risque ». La base de données d'investisseurs est accessible à tous sous licence Creative Commons (BY-NC-ND).  

## Histoire
Historiquement, la meilleure façon pour un fondateur de start-up d'obtenir un financement auprès d'un investisseur en capital risque (leurs financeurs principaux) a toujours été d'être introduit par une connaissance mutuelle. C'est le principe de warm introduction (« présentation chaleureuse » en français). D'après le co-fondateur d'OpenVC, Stéphane Nasser, trois changements récents viennent remettre en question ce paradigme : 
- Le secteur du capital risque est devenu plus compétitif et international, donc les investisseurs doivent considérer des opportunités en dehors de leur relations habituelles ;
- Les outils et les procédés se sont améliorés et permettent aux investisseurs de gérer un volume d'opportunités supérieur à auparavant ;
- La nouvelle génération d'investisseurs voient le système de warm introduction comme discriminant.

Ces évolutions pousseraient les investisseurs d'aujourd'hui à s'ouvrir aux prises de contact dites « froides » (à l'inverse des « présentations chaleureuses ») telles que le cold emailing ou le cold calling (en).  
C'est de cette conclusion qu'est née l'idée d'OpenVC : une plateforme collaborative en libre accès, où les fondateurs de start-ups peuvent entrer gratuitement en contact avec des investisseurs tels que des fonds d'investissement en capital risque (Venture Capital ou VC en anglais) ou des business angels.  

## La plateforme OpenVC.app

### Base de données
Sur OpenVC.app, les investisseurs s'inscrivent et décrivent leur thèse d'investissement, c'est-à-dire les critères selon lesquels ils choisissent les projets qu'ils souhaitent financer : les pays dans lesquels ils investissent, le montant moyen qu'ils investissent, le stade d'avancement des projets, les technologies ou domaines visés etc. Ils précisent également comment ils souhaitent être contactés : par email, formulaire en ligne, ou s'ils préfèrent les warm introductions uniquement. Chaque prise de contact sur la plateforme est filtrée par les équipes d'OpenVC afin de garantir que les investisseurs ne reçoivent que du deal flow (en) de qualité. En 2025, la plateforme recense plus de 5.000 investisseurs.
Un moteur de recherche avancé permet aux fondateurs de start-up d'identifier facilement de potentiels investisseurs et d'entrer en contact avec eux. 

### Ressources éducatives
OpenVC publie un grand nombre de ressources éducatives traitant de la levée de fonds à destination des fondateurs de start-up et des investisseurs : des webinaires, des podcasts, une masterclass, des modèles d'emails ou de supports de pitch etc. En 2023, les articles du blog sont lus par plus de 20.000 fondateurs chaque semaine. 

### Autres fonctionnalités
La plateforme propose un certain nombre d'autres fonctionnalités telle qu'un GRC, une carte des investisseurs et des marketplaces de prestataires de service.
Les utilisateurs peuvent souscrire à un abonnement payant pour bénéficier de fonctionnalités supplémentaires : ils peuvent contacter davantage d'investisseurs chaque jour, disposent de plus de filtres avancés, d'un module d'identification des relations en commun (pour les warm introductions), des revues de supports de pitch et de réductions sur des logiciels.